# ロックマンエグゼBEAST
『ロックマンエグゼBEAST』（ロックマンエグゼ ビースト）は、カプコンのゲームソフト『ロックマンエグゼシリーズ』を原作とするテレビアニメ。
2005年10月1日から2006年4月1日まで、アニメ『ロックマンエグゼStream』の続編かつアニメ第4シリーズとして、テレビ東京系列で毎週土曜日8時30分から9時00分の時間帯に放送された。全25話。
本作の続編として2006年4月8日から2006年9月30日まで放送された第5（最終）シリーズ『ロックマンエグゼBEAST+』（ロックマンエグゼ ビーストプラス）についても合わせて記述する。

## ストーリー
ベースは『ロックマンエグゼ6』。前作のデューオの危機から1か月後。並行世界ビヨンダードより突如現れた巨大電脳獣、グレイガとファルザーは、互いにゾアノロイドと呼ばれる自律ナビを率い、次元を越えて抗争を繰り広げる。平和を脅かすグレイガ軍、ファルザー軍に立ち向かう熱斗とロックマンたち。しかし、彼らと共に現れた赤ん坊ナビトリルと出会ったロックマンに、恐るべき「獣化」の力が宿る。

## 登場人物

### 主要人物
光熱斗（ひかり ねっと）
声 - 比嘉久美子
主人公。ロックマンの獣化時は当初は暴れ回り熱斗も手が付けられなかったが、後に祐一朗がトリルのデータからグレイガとファルザーの姿になれるチップを受け取った。第18話だけ登場せず。
ロックマン
声 - 木村亜希子
熱斗のナビ。トリルによって獣化の力を得ることとなる。トリルが成長して自我を保てるようになった。熱斗と同じく第18話だけ登場せず。
伊集院炎山（いじゅういん えんざん）
声 - 斎賀みつき
ブルース
声 - 松風雅也
ライカ
声 - 結城比呂
サーチマン
声 - 福山潤
光祐一朗（ひかり ゆういちろう）
声 - 川島得愛
光はる香（ひかり はるか）
声 - 城雅子
名人（めいじん）
声 - 藤原啓治
第4話以降衣装がリニューアルした。
桜井メイル（さくらい メイル）
声 - 水橋かおり
ロール
声 - 城雅子
大山デカオ（おおやま デカオ）
声 - 沼田祐介
ガッツマン
声 - 下山吉光
ディンゴ
声 - 山口眞弓
トマホークマン
声 - 阪口大助
トリル
声 - 下屋則子
アメロッパ軍の旧軍事施設サイバーワールド内にいた赤ん坊ナビ。『Stream』のシェードマンの時空戦争の一件で20年に取り残されたバブルマンがカーネルのコオリホウガンの凍結封印から解けた際、発見した。その後ロックマンたちのもとへわたった。ロールからは「ビープ」、熱斗からは「コロック」と名付けられたが、その後ロックマンの直感で「トリル」と命名。3話の最後で喋るようになり子供ナビになる。ウイルスをキューブ状に圧縮、解放したり、ロックマンと融合して、ロックマンをグレイガやファルザーの姿へと獣化させる能力を持つ。その正体はビヨンダードの光正が生み出した獣化因子に対する抗体「シンクロナイザー」で、両軍にとっては脅威であり最終兵器でもある。ロックマンだけによくなついたのは、ビヨンダードの光正がトリルをつくって、ロックマンは光祐一朗が熱斗たちの世界の光正のテクノロジーを受け継いでつくったため、二つの世界の光正の遺伝子が共鳴して懐き、また獣化能力を発現させたと考えられる。それを利用して、トリルのデータが分解した時はロックマンが分解したデータを取り込み、代わりにシンクロナイザーとなった。トリルの世話はアイリスが行っていたのだが、研究所が退屈だったためトリルが脱走しフォッサアンビエンスを通じてこちらの世界にやってきていた。『+』では、終盤ではキャッシュの罠にかかった熱斗とロックマンを助けるためにキャッシュデータとして現れ、励ました。
蒼木真琴（あおき まこと）
声 - 夏樹リオ
名人の恩師の娘。コピーロイドの生みの親。彼女からは、名人は「名人くん」と呼ばれているが、特に指摘していない。本人によれば名人の元彼女。コピーロイドをゾアノロイドに奪われたときは悪用されないようにするため、コピーロイドの弱点を見つけ対抗兵器を作った。
日暮闇太郎（ひぐれ やみたろう）
声 - うえだゆうじ
ナンバーマン
声 - うえだゆうじ
大園まりこ（おおぞの まりこ）
声 - 日髙のり子
綾小路やいと（あやのこうじ やいと）
声 - 芳野日向子
グライド
声 - 川津泰彦
氷川透（ひかわ とおる）
声 - 渡辺久美子
アイスマン
声 - 野田順子
アイリス
声 - 仙台エリ
第6話初登場。アメロッパの軍事工場で炎山が出会った少女。こちらの現実世界の住人ではなく、ビヨンダードの光正がカーネルの感情データを人間化したナビ。物質を電子データに変換し瞬間移動が可能な移動型コピーロイドで行き来する。仮面をまとったナビの姿は仮の姿である。ナビであるので食事を必要としない。ビヨンダードの住人ではあるが、所有している携帯端末はビーストリンクゲートではなくこちらの世界の携帯端末であるリンクPET_EXである。トリルとロックマンの関係性を探るため、熱斗たちのクラスに1日だけ転校してきた。『+』では最終回前キャッシュによって構成された世界によってキャッシュデータとして同じクラスにいた。

### ビヨンダードの住人
バレル大佐
声 - 千葉一伸
ビヨンダードに飛ばされた熱斗が初めて出会ったビヨンダードの住人。だが、熱斗たちの世界でデューオの試練に選ばれた20年前のバレルとは別の存在である。そのため、こちらのバレルは軍人ではあるがアメロッパ軍所属ではなく、電脳獣戦争の抵抗勢力となっている。
獣化ウイルスたちの戦闘に巻き込まれた熱斗を助け、ビヨンダードでの天変地異、ネットナビの実体化制限などについて語った。
その後は、抵抗勢力が電脳獣撃退の新兵器を開発したことでグレイガ軍基地へ単体で乗り込むが、倒したファルザー軍のゾアノロイドの力を取り込み力を増したグレイガには無力で、カーネルに獣化因子を注ぎ込まれる。ゾアノロイド化したカーネルを元に戻すべくディメンショナルエリア研究所に向かう途中、倒れたところを熱斗とアイリスに救われる。
一時はパクチーの学校で治療してもらうが、カーネルを救出し獣化因子を消滅すべく、パクチーと共に熱斗たちを助けにワイリー研究所へと向かう。
カーネル
声 - 安元洋貴
バレル大佐のナビ。バレルと同じく熱斗たちの世界で出会った20年前のカーネルと姿は同じだが別の存在である。
戦闘に徹底するため、バレルのお願いで光正により、愛や優しさと言った感情的データを抜き取られ、バレルの命令にのみ忠実に従う冷徹な性格になった（そして、このデータを人間化したのがアイリスである）。
グレイガ軍の中枢基地にバレルと潜入し、交戦したが歯が立たず、獣化因子に侵されゾアノロイドと化する中、バレルを逃がす。
その後は、ゾアノカーネルとして何度もロックマンたちやファルザー軍と交戦。元から優しさのない性格ゆえ、目的のためなら手段を選ばぬグレイガ軍に忠実な尖兵と成り果てていた。
その後はアイリスと再度合体して獣化因子を抑えてもらい、バレルの元に戻る。ワイリー研究所のバリアを解除するため潜入するも、ワイリーにより獣化因子を暴走させられる。最後は、アイリスを逃し、自爆覚悟でバリア装置を破壊した。
20年前のカーネル同様に鋭い衝撃波を飛ばす「スクリーンディバイド」を使用。ゾアノロイド時は緑色のスクリーンディバイド以上の破壊力である紫色の「ディバイディングサーベル」、カーネルキャノンの強化版「クラッシュキャノン」を使用。
また、『Stream』の劇場版のネビュラグレイ事件およびデューオの試練の中で出会った20年前のカーネルは第1話にのみバブルマンの回想で登場。『AXESS』でCFレーザーマンによるデリートを免れたダークロイドのリーダー・シェードマンが、『Stream』のデューオの試練によるパストトンネルを通過したことで生存し、20年前にタイムジャンプして時空戦争を引き起こしタイムパラドックスを起こしているのだが、この際に同じダークロイドのバブルマンも20年前にタイムジャンプ。ダークロイド因子を引き抜き世界中にばら撒くシェードマンの計画が阻止されデリートされた歴史修正後もバブルマンが20年前のサイバーワールドに残っていたため、20年前のカーネルはバブルマンをデリートすると未来に影響を及ぼすと判断し、コオリホウガンで凍結封印した。
鉄国男（くろがね くにお）
声 - 菅生隆之
メイルと炎山と貨物列車で遭遇した運転士。時間をしっかり守る男。列車の走行先にいた獣化ウイルスを炎山とメイルが撃退したことで、彼らの人探しや援助を行う。列車を誰よりも愛しており、使われることはないであろう蒸気機関車の定期メンテナンスも欠かさず行っている。ゾアノジャンクマンが時限爆弾を残した際、蒸気機関車を走らせ、駅員たちや炎山の協力の下で最短ルートでゾアノジャンクマンを追跡。
チャージマン
声 - 最上嗣生
鉄国男の機関車型ナビ。大らかな性格で初対面の炎山やメイルたちとすぐに打ち解ける。国男が列車を走行させる際は列車と融合してサポートと行う。
突進攻撃「クレイジーロコモーティブ」であらゆるものを押して進んでいく。
パクチー・ファラン
声 - 大原さやか
料理上手な女性。学校に住み込みで働いており、たくさんの孤児を養っている。
かなり勝気な性格。カレー作りはディンゴよりも好評だったが、ライカはディンゴのカレー方が美味いと言っていた。
過去に乗っていた船では料理人として雇われていたが、その船がゾアノホエールマンに襲われて沈没した。パクチーは助かったが、助からなかった人たちに自分の料理を食べさせられなくて悔しい思いをした。
最終的にゾアノホエールマンを倒し、仲間たちの無念を晴らした。
スラッシュマン
声 - 杉田智和
パクチーのナビ。包丁の天才。
過去にゾアノホエールマンに襲われたときに、頭に傷をつけた。その後、ゾアノホエールマンとまた出くわしたときは、ゾアノホエールマンを倒した。
切り裂き攻撃「ワイドスラッシュ」やナイフを飛ばす「トリプルナイフ」、回転攻撃「スパイラルローリング」を使用。
新垣コジロー（あらがき コジロー）
声 - 瀧本富士子
パクチーの村の少年で、海で魚を獲るのが得意。いたずら好きだが、パクチーを思う気持ちは人一倍強い。トリルが入ったタッチペンを用いて漁業を行っていたことで、グレイガ軍のゾアノホエールマンとその獣化ウイルスに執拗に狙われていた。新参者の熱斗がパクチーと仲がいいところを見て嫉妬し、一人で漁船を出したことでゾアノホエールマンの襲撃を受けるが、CFロックマンとスラッシュマンにより救出される。その後は熱斗とはよい仲となっている。
風天老師（ふうてんろうし）
声 - 清川元夢
仙人のような風体の老人。風の声を聞くことができる。
ビヨンダードの人たちからは、善悪問わずヒーロー同然の扱いを受けているが、普段は自分が風天老師であることは隠している上に気の向くままに世界中を放浪しているため、パクチーからも「熱斗の仲間を探すより難しいかもしれない」と言われている。
さらに初対面の人に対しても、「世話はするが金は出さない」といった偏屈なところもある。
上述の通り、普段は正体を隠しているが、いざビヨンダードの民たちがピンチの時は、テングマンとともに悪を懲らしめる。
テングマン
声 - 浜田賢二
風天老師の天狗型ナビ。ビヨンダードのナルシー・ヒデ（山下日出の助）は敗北した。
風天老師がナルシー・ヒデの気配を感じ取るやいなや、一瞬で出てきてフウジントルネードを出せるほど、風天老師とは息が合う。
普段、風天老師が正体を隠しているため、彼が実体化して初めて風天老師が来たことを知ることができる。
団扇をふるい竜巻を起こす「フウジントルネード」、鼻を伸ばす「テングスラスト」を使用。
堀杉土太郎（ほりすぎ どたろう）
声 - 近藤隆
プレスとのコンビで穴掘り&リサイクル業者を営む青年。主に穴掘り担当。しかし、ところかまわず穴を掘る性格から、ミスター・プレスと対立することもある。次作『BEAST+』では熱斗の世界に迷い込み一騒動を起こす。
グランドマン
声 - 遠近孝一
土太郎のナビ。体に装備したドリルで岩盤を掘り進む。
突進攻撃「ロッククラッシュブレイカー」やドリルを飛ばす「ドリルアタッカー」を使用。
ミスター・プレス
声 - 吉野裕行
土太郎とのコンビで穴掘り&リサイクル業者を営む青年。「〜ござる」口調で話す。主にリサイクル担当。そのため、いわゆる貧乏性の性格が災いして、土太郎と対立することもある。次作『BEAST+』では土太郎と共にこちらの世界に迷い込み騒動を起こす。
ダストマン
声 - 武虎
プレスのナビ。グランドマンの後方支援を行う。
挟み込んで押しつぶす強力な「ダストプレス」、ゴミを飛ばす「フライングダスト」を使用。
キャプテン・クロヒゲ
声 - 石井康嗣
元はグレイガに味方する悪党だったが、後に熱斗たちの世界のワイリーの手下になった。金の亡者らしい。熱斗たちがパラレルワールドに帰る時に、パラレルワールドに迷い込んでしまった。クロスフュージョンすべく、パラレルワールドのワイリーにしつこく付きまとうが、失敗続きである。一度ワイリーから奪ったチップでチロルと共にクロスフュージョンが成功するが未完製品であり、ネット世界へ閉じ込められてしまう。脱出後はチロルと水族館で働くことになった。
ダイブマン
声 - 川田紳司
クロヒゲの潜水艦型ナビ。体内にオペレーターを乗せることができる。語尾に「であ〜る」と付ける。水の中に潜れるだけでなく、砂の中にも潜れる。二人やサーカスマンより頭の回転が速くネット空間に閉じ込められたことに遅くながらも気づいた。熱斗たちがゾアノカーネルおよびグレイガと交戦する中で力を使い果たしたトリルを、グレイガとファルザーが衝突する中で奪取。2体の攻撃を地中へ潜って回避しながらトリルをDr.ワイリーへ献上した。
ミサイル攻撃「スマートミサイル」や爆弾「ダイブボム」などを多用する。
チロル
声 - 神田理江
クロヒゲと共にグレイガに味方していたが、裏切ってワイリーの手下になった少女。ずる賢いらしい。クロヒゲと共にパラレルワールドに迷い込んだ。クロスフュージョンすべく、パラレルワールドのワイリーにしつこく付きまとうが、失敗続きである。制限時間付きのナビにポーカーをさせる余裕を見せたが、そこを付け込まれたことがある。クロヒゲと組んでいるのは破壊を楽しむ同士であるから。
サーカスマン
声 - 川津泰彦
チロルのピエロ型ナビ。
火の輪からライオンを飛ばす「フィアリング」、4つの手を巨大な2つに合体させて相手を挟み込む「ハッピークラップ」を主に使用。
光正（ひかり ただし）
声 - 青野武
熱斗たちの世界では熱斗の祖父だが、ビヨンダードにも存在していた科学者で、ディメンショナルエリア研究所の責任者。ただし、こちらの世界では既に故人となっており、知識や記憶などを電子化した精神データとして存在している。同じく科学者で精神データとなったDr.ワイリーの獣化因子による戦争の暗躍を察知し、獣化因子に対抗できる抗体・シンクロナイザー「トリル」を作り、さらにバレル大佐の依頼でカーネルから優しさのデータを切り離し、これを「アイリス」として構築してトリルの世話係をさせる。この時、アイリスが活動できるように物質を電子データに変換し瞬間移動が可能な特殊コピーロイドも作成している。
Dr.リーガル（ドクター リーガル）
声 - 中多和宏
ディメンショナルエリア研究所に所属。光正の意思を継ぎ、人間とネットナビの新たな共存関係を求めてディメンショナルエリア実験を行った。しかしDr.ワイリーが獣化因子を忍ばせたことで世界中が天変地異に陥り、ビヨンダード全体がナビが実体化可能な空間と化したことで実験は失敗。研究所の崩壊に巻き込まれた。
こちら側のリーガルとは違い、善良な科学者であった。
ダーク・キリサキ
声 - 甲斐田ゆき
死神と呼ばれた少年。お金のためなら非情になる性格だったがマサによって人を信じるようになり、無償の任務でも受けるようになる。熱斗の心でいると看破。熱斗からは「ダーク・ミヤビと似ている」と言われている。
キラーマン
声 - 大西健晴
キリサキの妖怪型ナビ。不気味な姿をしており、好戦的。キリサキの目を見ただけで何が言いたいかわかるほど付き合いが長い。
ロックマンたちと会う前に45体のカットマンを倒していた。
鎌をふるって衝撃波を飛ばす「ヘルズシックル」、敵目掛けての一直線レーザー「キラーズデスビーム」を使用。
Dr.ワイリー（ドクター ワイリー）
声 - 長克巳
ビヨンダートの世界のワイリーは原典と異なり、極悪人となっている。
超電脳獣グレイザーを依代に世界征服を企むが、最期は獣化CFロックマンに敗れた。

### ゾアノロイド
デューオの地球抹殺が防がれた後にビヨンダードから現れた全てのゾアノロイドは体内に宿る獣化因子により、所属する勢力に対応した獣化能力を備えていることが特徴。
ゾアノプラントマン
声 - 吉野裕行
プラントマンに似たグレイガ側ゾアノロイド。熱斗たちの世界のプラントマンと異なり目の色が赤になっている。姿が似ているのは、異世界にも同じようなナビが存在するためである（2話でゾアノプラントマンも「ゾアノロイドを呼び捨てにするのは不愉快だから『ゾアノ』をつけろ」と忠告したため）。グレイガ軍勢力拡大のため、こちらの世界へ現れ視察を行うが、敵対するファルザー軍所属のゾアノスパークマンと対峙。その中で乱入したロックマンとブルースの連続攻撃で倒された。
ダークロイドやアステロイドの個体と同様に「ローズニードル」「プラントウィード」の他、「イエローフラワー」で敵を目をくらませる。
ゾアノスパークマン
声 - 風間勇刀
スパークマンに似たファルザー側ゾアノロイド。熱斗たちの世界のスパークマンより色が濃い。こちらの世界の視察のため出現するが、同時期に同じ理由で現れたグレイガ軍のゾアノプラントマンと対峙。ロックマンたちの乱入もあり、一時撤退をする。のちにゾアノファラオマンによってグレイガ側に改造されるが、グレイガ姿の獣化ロックマンにエンブレムを引き抜かれてデリートされた。
ダークロイドやアステロイドの個体同様に「スパークボール」「スパークウェーブ」を使用。
ゾアノパンク
声 - 伊藤栄次
ファルザー側のゾアノロイド。熱斗たちの世界で実体化した最初のゾアノロイド（熱斗たちの世界のパンクは未登場）。蒼木真琴を誘拐してコピーロイドを完成させ、ファルザーのために使役しようとするが拒否されたことで逆上するも、乱入したCFロックマンにデリートされた。
回転体当たり「マッドローラー」や「シールド&チェーン」を主に使用。
ゾアノフレイムマン
声 - 長嶝高士
グレイガ側のゾアノロイド。盗んだ電力で昔の戦争に使われた戦艦を動かし、ファルザー軍のコピーロイド工場を襲撃する（熱斗たちの世界のフレイムマンは未登場）。ロックマンにデリートされた。
ローソクの炎の色で特殊能力を発揮し、橙では「カオスフレイム」攻撃、緑では「無敵」状態となる。
ゾアノファラオマン
声 - 藤原啓治
ファラオマンに似たグレイガ側のゾアノロイドで、ナビ蒸発事件の犯人。ステルス仕様のピラミッド型の巨大な改造工場を用いて大量のナビを誘拐、棺の中でグレイガ軍のゾアノロイドに改造していた。ファルザー軍のゾアノスパークマンがピラミッド内部へ襲撃をかけるが、これを捕獲してグレイガ軍のゾアノロイドへと改造。直後に現れたロックマンに対しては、ゾアノスパークマンと共に2VS1のバトルを仕掛けるが、トリルと融合し変身したロックマン・グレイガビーストに圧倒され、ピラミッドが破壊されたことで戦線を離脱。その後、サイバーワールド内で暴走を続ける獣化ロックマンの能力を垣間見る。アメロッパ軍基地のサイバーワールドでトリルを連れ帰ろうとした謎の少女ナビを獣化して襲撃するが、フォッサアンビエンスの中から戻ってきたブルースのソニックブームで致命傷を受け、グレイガにトリルの能力を報告しデリートとなった。
究極プログラムを持つファラオマンと同様に「ファラオキューブ」「レーザー」などを使用。また、ゾアノファラオマンが究極プログラムを所有しているような描写は特に見られない。ピラミッド型の改造工場内部には、ファルザーの彫刻がいくつか存在する。
フットマン → ゾアノフットマン
量産型のネットボール（ネットシティのフットボールの略称）の選手として登場。以前はゾアノファラオマンによってグレイガ軍のゾアノロイドに改造されたが、熱斗たちの世界で出現し、プログレスチップゲートを持つ真辺や岬らによって倒された。
劇場版のオープニング映像では、ロックマンの対戦相手として名人見習いの持ちナビで登場している。
ゾアノナンバーマン
声 - 川島得愛
ナンバーマンに似たグレイガ側のゾアノロイド。トリルにロックマンの獣化の秘密があることを知ったグレイガが派遣した。色が濃いのが特徴だが見抜いた人は誰もいなかったため、ロールの提案で本物ごと攻撃して見破ることになり、獣化したことで正体を自ら暴露。その後、ファルザー軍のゾアノゲートマンにシンクロナイザーに関するデータを奪われデリートされた。
ナンバーマン同様に「ナンバーボール」「ナンバーテンボウ」「サイコロボム」などを使用。サイコロボムに至っては、出目の数値も同じであった。
ゾアノフリーズマン
声 - 田中総一郎
フリーズマンに似たファルザー側のゾアノロイド。ファルザー軍きっての勇将であり、グレイガ側でも冷徹な性格として知られていた。
氷の結晶のデータを作るのが得意。
グレイガ軍基地を壊滅させた際の爆発で負傷し、偶然にもアイスマンとアクアマンの秘密基地に逃げ込む。そこでアイスマンに助けられるが、自身を追いかけてきたゾアノストーンマンの攻撃からアイスマンを庇って致命傷を負い、絶命。後にインターネットシティのアイスマンとアクアマンの遊び場に、彼の墓が建てられた。作中のゾアノロイドでは珍しく、良識的な思考の持ち主。
なお、彼の残した通信機はアイスマンに拾われ、氷川透を通して科学省にわたり最終局面で重要な役割を果たす。
ゴスペルの個体と同じく「アイスタワー」を使用。
ゾアノストーンマン
声 - 石川ひろあき
ストーンマンに似たグレイガ側のゾアノロイド。こちらの世界でグレイガの拠点工場を破壊していくファルザー軍のゾアノフリーズマンを追っていたが、氷型のナビであればゾアノフリーズマン以外でもデリートしていった。ロックマンに倒された。
WWWやアステロイドの個体と同じく「ストーンキューブ」や「レーザー」などを使用。
ゾアノクイックマン
声 - 茂木優
クイックマンに似たグレイガ側のゾアノロイド。グレイガ軍随一のスピードに絶対の自信を持っており、クロスフュージョンした熱斗を翻弄しながら戦い優位に立つが、ファルザー軍のゾアノゲートマンがトラックを操作してぶつけたことで怯み、この隙を突かれて倒された。
クイックマン同様に「クイックブーメラン」「Vソード」の他、新たに「ゾアノブーメラン」を使用。
ゾアノゲートマン
声 - 木内秀信
ファルザー側のゾアノロイド。トリルを手に入れるため、調査艇のコントロールを奪う。調査艇の人間を人質に取りロックマンを一方的に攻撃していく中で、トリルと融合しグレイガビーストとなったロックマンに対しリモートゲートでひたすらに回避行動をする。ゾアノスワローマンが増援に来るがアイリスの秘密に興味を持ったことで結局一人で逃げ回ることとなり、ゾアノゲートマンを捉えられずに苛立ちを始めたことでファルザービーストとなったロックマンの超高速体当たりによって倒された（熱斗たちの世界のゲートマンは未登場）。
「リモートゲート」でグレイガビーストに対し時間稼ぎをする他、胸のゲートから巨大な腕「魔の手」や異次元兵器「ゲートキャノン」を出現させる。
ゾアノスワローマン
声 - 谷山紀章
スワローマンに似たファルザー側のゾアノロイド。調査艇の中でグレイガビーストとなったロックマンと交戦するゾアノゲートマンの増援として出現したが、アイリスがシンクロナイザーの秘密を握っていると睨み、現実世界でアイリスと熱斗を追いかける。その先でクロスフュージョンした炎山を空中戦で圧倒するが、陸地からのムゲンバルカンは回避できずデリートされた。
ダークロイドの個体と同じく、「スワローカッター」「エアーダイブ」「スワロードライブ」を使用。獣化すると巨大な白翼を展開する。
ゾアノスネークマン
声 - 中尾隆聖
スネークマンに似たファルザー側のゾアノロイド。トリルを狙って科学省のサイバーワールドに出現するがブルースに片腕を切断され撤退。その後にグレイガ軍の動向をウイルスのナイトメア経由で監視し、大量のロイホークを引き連れ、トリルを保護しているファイアウォール研究所のサイバーワールドに侵入しグレイガ軍とのトリル争奪戦が始まる。ゾアノガッツマンとの交戦中にエリアが隔離されたことで封印されかけるが、グレイガ軍のゾアノダークマンの策でゾアノガッツマン共々復活。ゾアノダークマンがアイリスとトリルを誘拐していった後、ビヨンダードで熱斗とバレル大佐の前にトリルを狙って出現し、エネルギー補充が十分でないカーネルに対し優位に立つが、実体化したロックマンにより倒された。
スネークマン同様に「スネークアロー」「スネークバスター」「スネークバイト」を使用。
ゾアノガッツマン
声 - 江川央生
ガッツマンに似たグレイガ側のゾアノロイド。色は紫でこちらのガッツマンより賢く、強い。また、「〜でガス」とは言わない。CFサーチマンにデリートされた。
ガッツマン同様に「ガッツパンチ」などを使用。
ゾアノダークマン
声 - 坂東尚樹
グレイガ軍のゾアノロイド。同軍のゾアノヤマトマンからはかなりの実力者とされている。こちらの世界でグレイガ軍とファルザー軍がトリルの争奪戦を行っている中でステルス能力を使って監視。謎の少女ナビの行動を利用してトリルの動向を探ったり、切り離されたサイバーワールドの封印を解除する、アイリスおよびトリルの捕獲に成功するなどスペックは非常に高い。こちらの世界での戦いではクロスフュージョン体3名との同時バトルも退けるほどの戦果を挙げるが、ビヨンダードでの戦いでは獣化の力を正気の下で扱えるようになったファルザー姿のロックマンに倒された（熱斗たちの世界のダークマンは未登場）。
火柱「フレイムタワー」や火の玉「エレメントフレア」、氷の礫「アイスウェーブ」、電撃のレーザー「キラーズビーム」、影の斧「ダークシャドー」を使用。また、自身の体を透明化させるステルス能力や、当たった相手の位置を捕捉する光線攻撃も持つ。
ゾアノジャンクマン
声 - 三宅健太
ジャンクマンに似たグレイガ側のゾアノロイド。熱斗たちの世界のジャンクマンとは違い、一人称は「オイラ」で、語尾に「〜ジャンク」を付けて話す。鉄などの部品を集めて自身の基地を作ろうとしており、鉄道や電車などを襲撃・解体する。鉄の機関車の衝突と、それで運ばれた自らが仕掛けた爆弾の爆発でデリートされた。
ジャンクマン同様に「ボルトミサイル」や「ジャンクキューブ」、「ジャンクプレス」を使用。
ゾアノホエールマン
声 - 三宅健太
ホエールマンに似たグレイガ側のゾアノロイド。過去にパクチーがシェフを務めていた豪華客船を襲撃した際にスラッシュマンの攻撃により頭に傷をつけられる。その後、シンクロナイザーであるトリルを追っているうちにパクチーが流れ着いた島村に辿り着き、トリルを捕獲しようとするがCFロックマンにダメージを負わされ、後にスラッシュマンによりデリートされた。
渦潮攻撃「ホエールトルネード」、牙を無数に飛ばす「ホエールランサー」を使用。
ゾアノヤマトマン
声 - 山口太郎
ヤマトマンに似たグレイガ側のゾアノロイド。ディメンショナルエリア研究所を目指す熱斗たちの前に、砂漠の道で出現し襲撃してきた。グレイガ姿のロックマンの攻撃に倒された。
アステロイドの個体と同じく「スピニングリフレクト」や「サウザンドスピア」などを使用。獣化すると炎を纏った武者となり、武器は槍から2刀の剣となる。
ゾアノクラウドマン
声 - 志村知幸
クラウドマンに似たファルザー側のゾアノロイド。ディメンショナルエリア研究所に無数のゾアノ兵と共に現れ、トリルの捕獲を目論む。交戦中にファルザーも加勢するが、ファルザーがグレイガ姿のロックマンに手傷を負わされたことで見捨てられるように撤退され、直後にロックマンに倒された。
ダークロイドの個体と同じく「クロススパーク」などを使用。獣化することなくデリートされていった。
ゾアノカットマン
声 - 芝原チヤコ
カットマンに似たファルザー側のゾアノロイド。元は50体いたが、45体はキラーマンに倒されている。
ゾアノカットマンブラザーズ
声 - 芝原チヤコ(二郎)、石村知子(三郎)、小林けい(四郎)、渡辺久美子(五郎)、的井香織(六郎)
キリサキにデリートされた太郎の仇をとるため、キリサキの弱みたる覆面隊長・マサを人質にし、ロックマンvsキラーマンの同士討ちバトルに持ち込む。
しかし、サーチマンが光学迷彩で人質を解放したことで形勢が逆転し、ロックマン、キラーマン、サーチマン、ロール、シャークマンにより5体同時に倒された。
カットマンブラザーズ同様に「ローリングカッター」を使用。兄弟分の攻撃を合体させることができる。
ゾアノソードマン
ソードマンに似たファルザー側のゾアノロイド。グレイガ軍の勢力拡大のためゾアノカーネルに襲われる。
ゾアノケンドーマン
ファルザー側のゾアノロイド。クロスフュージョンしたゆりことプライドに倒される（熱斗たちの世界のケンドーマンは未登場）。「メン」の他、「ツキ」も使用。
ゾアノメタルマン
メタルマンに似たグレイガ側のゾアノロイド。ゾアノケンドーマンを倒したゆりことプライドの前に現れる。たま子の個体と同じく「メタルミサイル」などを使用。
ゾアノナパームマン
ナパームマンに似たグレイガ側のゾアノロイド。クロスフュージョンした燃次とジャスミンに倒される。燃次に「ニセ燃次郎」と呼ばれた。アステロイドの個体と同じく「ファイアボム」などを使用。
ゾアノメディ
メディに似たファルザー側のゾアノロイド。ゾアノナパームマンを倒された後現れ、CFナパームマンに大ダメージを与えた。メディ同様に「カプセルボム」をばら撒く。
ゾアノブリザードマン
ブリザードマンに似たグレイガ側のゾアノロイド。出前に行っているデカオを追い駆け回る途中、生身のダーク・ミヤビに乱入される。

### 電脳獣
グレイガ
異世界、ビヨンダードから来訪した獣型の電脳獣。ワイリーが放った獣化因子から生まれた。ワイリーがファルザーと敵対関係になり、ファルザー軍のゾアノロイドを倒すごとにその力を取り込み強くなるようにプログラムした。最終的にファルザーに勝利したが、ファルザーと合体して超電脳獣になった。ビヨンダードとは「異世界」を意味する言葉なので、相手側からすればこちら側がビヨンダードである。
「バーニングブレス」や「ライトニングブレス」を放出する攻撃を多用。
ファルザー
グレイガと同じくビヨンダードから来訪した鳥型の電脳獣で飛行能力に長ける。ワイリーが放った獣化因子から生まれた。翼を持たないグレイガ軍に対し、海の前に砦を築くなどの戦略で対抗している。最終的にグレイガに敗北した。ワイリーがグレイガと敵対関係になり、グレイガ軍のゾアノロイドを倒すごとにその力を取り込み強くなるようにプログラムした。
かぎ爪を飛ばす「クロウショット」、超音波攻撃「ソニックウェーブ」、羽を飛ばす「ストライクフェザー」、火の鳥型の火炎「ファイアバードブレス」などを使用。
「超電脳獣」グレイザー
シンクロナイザーを巡る戦争の最中でグレイガがファルザーに勝利し、これを取りこんだグレイガがパワーアップを遂げた姿であり、「超電脳獣」と呼ばれる。融合直後に、シンクロナイザーの能力とビヨンダードのワイリーの精神データもグレイザーの中に入り込む。フォッサアンビエンスを越えて熱斗たちの世界に侵略を開始するが、シンクロナイザーの力で獣化形態となったCFロックマンに倒され、獣化因子が消滅し、ゾアノロイド・獣化ウイルス全てと共に滅び去った。次作『BEAST+』にて元WWW団員の教授のみが、超電脳獣の名前を「グレイザー」と呼称しており、爆散したグレイザーのプログラムのかけらから再生マシンを使って再生。不完全な状態で復活したので、ブルースおよび獣化2種を駆使したロックマンの手で完全にデリートされた。

### その他
イエティマン
声 - 安元洋貴
氷型のナビ。ゾアノストーンマンに襲われた。
シャーベットマン
声 - 小伏伸之
氷型のナビ。ゾアノストーンマンに襲われた。

## スタッフ
- 原案 - カプコン
- スーパーバイザー - 稲船敬二、佐上靖之、油井卓也、中沢利洋
- 監督 - 加戸誉夫
- シリーズ構成 - 荒木憲一
- キャラクターデザイン - 石原満
- プロップデザイン - 加藤雅之
- 美術監督 - 三宅久仁子
- 色彩設定 - 伴夏代
- 撮影監督 - 広瀬勝利
- 3DCG制作 - 小学館ミュージック&デジタル エンタテイメント
- 編集 - 辺見俊夫
- 音響監督 - 明田川仁
- 音楽 - 鳴瀬シュウヘイ、五十嵐“IGAO”淳一
- アニメーションプロデューサー - 千野孝敏
- アニメーション制作 - XEBEC
- 製作 - テレビ東京、小学館プロダクション

## 主題歌
オープニング曲はダンデライオンのミニアルバム「ダンデライオン」の収録曲だが、『BEAST+』終了間近にコロムビアミュージックエンタテインメントから発売された。エンディング曲の「あしあと」はavex traxから発売された。2007年3月に、アニメの主題歌を集めた「ロックマンエグゼシリーズ ボーカル・アルバム」がソニー・ミュージックエンタテインメントより発売された。
オープニングテーマ「勝利のうた」
作詞 - Ryota / 作曲 - Ryota&Shinsaku / 編曲 - 鈴木健治 / 歌 - ダンデライオン（コロムビアミュージックエンタテインメント）
エンディングテーマ「あしあと」
作詞 - クレア / 作曲 - マーティー・フリードマン / 編曲 - 木本靖夫 / 歌 - Clair (avex trax)

## 各話リスト
| 話数 | サブタイトル                 | 脚本       | 絵コンテ     | 演出         | 作画監督 | 放送日         | ゾアノロイド ネットナビ                                |
| ---- | ---------------------------- | ---------- | ------------ | ------------ | -------- | -------------- | ------------------------------------------------------ |
| 1    | ビヨンダード                 | 荒木憲一   | 加戸誉夫     | 浦田保則     | 高橋晃   | 2005年 10月1日 | グレイガ ファルザー                                    |
| 2    | ゾアノロイド                 | 千葉克彦   | どじゃがげん | 武藤公春     | 清水泰夫 | 10月8日        | ゾアノプラントマン ゾアノスパークマン                  |
| 3    | コピーロイド                 | 久保田雅史 | どじゃがげん | 黒田幸生     | 野本正幸 | 10月15日       | ゾアノバンク                                           |
| 4    | 鬼火を呼ぶ霧笛               | 関島眞頼   | 二瓶勇一     | うえだしげる | 高橋晃   | 10月22日       | ゾアノフレイムマン                                     |
| 5    | 暴走ディスプレイ             | 丸川直子   | どじゃがげん | 武藤公春     | 清水泰夫 | 10月29日       | 獣化メットール                                         |
| 6    | ネットナビ改造計画           | 荒木憲一   | 長澤剛       | 長澤剛       | 高橋晃   | 11月5日        | ゾアノファラオマン ゾアノスパークマン                  |
| 7    | ロックマンを捕獲せよ!        | 関島眞頼   | どじゃがげん | 黒田幸生     | 野本正幸 | 11月12日       | ゾアノファラオマン                                     |
| 8    | みどりの瞳の転校生           | 千葉克彦   | どじゃがげん | 武藤公春     | 清水泰夫 | 11月19日       | ゾアノナンバーマン                                     |
| 9    | 氷の心                       | 山田健一   | 筑紫大介     | 筑紫大介     | 高橋晃   | 11月26日       | ゾアノフリーズマン ゾアノストーンマン                  |
| 10   | 狙われたトリル               | 久保田雅史 | どじゃがげん | 黒田幸生     | 野本正幸 | 12月3日        | ゾアノゲートマン ゾアノクイックマン ゾアノナンバーマン |
| 11   | 海底SOS                      | 千葉克彦   | 浦田保則     | 浦田保則     | 高橋晃   | 12月10日       | ゾアノゲートマン ゾアノスワローマン                    |
| 12   | トリルの秘密                 | 関島眞頼   | どじゃがげん | 武藤公春     | 清水泰夫 | 12月17日       | ゾアノダークマン ゾアノガッツマン ゾアノスネークマン   |
| 13   | シンクロナイザー             | 荒木憲一   | どじゃがげん | 黒田幸生     | 野本正幸 | 12月24日       | ゾアノダークマン ゾアノガッツマン ゾアノスネークマン   |
| 14   | ビヨンダード2                | 荒木憲一   | 石原満       | 長澤剛       | 石原満   | 2006年 1月7日  | ゾアノダークマン ゾアノスネークマン                    |
| 15   | 鉄路の王国                   | 丸川直子   | どじゃがげん | 武藤公春     | 清水泰夫 | 1月14日        | ゾアノジャンクマン                                     |
| 16   | 料理は愛情                   | 関島眞頼   | 太田雅彦     | うえだしげる | 高橋晃   | 1月21日        | ゾアノホエールマン                                     |
| 17   | 風天老師                     | 久保田雅史 | どじゃがげん | 黒田幸生     | 野本正幸 | 1月28日        | ビデオマン                                             |
| 18   | 鋼鉄の岩                     | 山田健一   | どじゃがげん | 武藤公春     | 清水泰夫 | 2月4日         | ｰ                                                      |
| 19   | 湖の秘密であ〜る             | 千葉克彦   | 浦田保則     | 浦田保則     | 高橋晃   | 2月11日        | ゾアノダークマン                                       |
| 20   | ディメンショナルエリア研究所 | 荒木憲一   | どじゃがげん | 黒田幸生     | 清水泰夫 | 2月25日        | ゾアノヤマトマン                                       |
| 21   | ファルザー襲来!              | 千葉克彦   | どじゃがげん | 武藤公春     | 清水泰夫 | 3月4日         | ゾアノグラウドマン                                     |
| 22   | 死神と呼ばれた少年           | 関島眞頼   | 長澤剛       | 長澤剛       | 高橋晃   | 3月11日        | ゾアノカットマン                                       |
| 23   | カーネル暴走                 | 久保田雅史 | どじゃがげん | 黒田幸生     | 野本正幸 | 3月18日        | グレイガ ファルザー                                    |
| 24   | ワイリー研究所               | 荒木憲一   | どじゃがげん | 武藤公春     | 清水泰夫 | 3月25日        | グレイガ ファルザー グレイザー                         |
| 25   | 光を超えて                   | 荒木憲一   | 加戸誉夫     | 浦田保則     | 石原満   | 4月1日         | グレイザー                                             |

## ロックマンエグゼBEAST+
『ロックマンエグゼBEAST』の放送終了後、同時間帯の番組となった『おはコロシアム』内で10分の短編アニメとして放送された。全26話。後番組として『流星のロックマン』が放送されたため、休止期間を経て4年間続いた『ロックマンエクゼ』のアニメの第5シリーズにして最後の作品に当たる。

### ストーリー（BEAST+）
ベースは『ロックマンエグゼ6』、および『ロックマンエグゼ トランスミッション』、『ロックマンエグゼ ファントム オブ ネットワーク』。ビヨンダードから帰還した熱斗たちは、再び平穏な日常をすごしていた。しかし、ほどなくして植物状のデータが実体化し始める。獣化ウイルスも実体化をはじめ、熱斗とロックマンはクロスフュージョンしウイルスたちを退けるが、そこへ一体のナビらしき人影が現れる。

### 登場人物（BEAST+）
人物、ナビの多くは前作から引き続き登場しているが、ここでは今作で初登場した者のみを挙げる。
教授（きょうじゅ）
声 - 喜多川拓郎
かつてのWWWのメンバー。WWW壊滅後、姿を消していたが、超電脳獣の破片からゼロウイルスを作り上げ、活動を開始した。
Dr.ワイリーと彼のWWW時代の考え方に心酔しており、ワイリーの意志を継いで世界に恐怖と混乱を引き起こすことが目的。なお、ウイルスは彼にとっては目的を達成するための道具に過ぎない。
ワイリーの寿司屋の秘密研究所にて暗躍するも、熱斗たちに打ち砕かれ、崩壊した瓦礫に巻き込まれる。
しかし、実は生きており、巻き寿司型の戦艦でネット警察を襲撃してきた。心を持ってしまったゼロの失敗から、心を完全に消し去った真のゼロ「ゼロワン」をネット警察に送り込む。
だが、ロックマンとガッツマンと友達になったゼロを「所詮はウイルス」と罵倒したことで、熱斗とロックマンの逆鱗に触れ、ゼロワンをデリート寸前に追い込まれる。最後の手段として、ゼロワンを自爆させてネット警察を全員抹殺しようとするも、ゼロの捨て身の行動によって逆に戦艦を爆破され、ついにネット警察に逮捕される。
ゼロ
声 - 渋谷茂
教授の送り込んだ謎のナビ。その正体はゼロウイルスそのものであり、厳密にはナビではない。
ウイルスや自分を道具扱いする教授に反感を抱き、彼の命令を無視して自らの意思で教授のもとを離れ、「自分もナビとして生まれたかった」と語りどこかへ去って行った。
その後はゼロウイルスの影響を受けたナビ、ウイルスが登場する。
インビジブルを貫通する衝撃波を多用する。
ゼロワン
声 - 川島得愛
18話に登場したゼロをベースにした殺戮マシーンウイルス。ゼロとは異なり言葉は発さず、片目が赤い。
最後はビーストアウトしたロックマンにより致命傷を負い教授の手によりネット警察のサイバーワールドごとデリートしようと自爆を敢行するが、ゼロと共に飛行艇に特攻され、デリートされた。
アン・エレキテル
声 - 松岡由貴
エレキ伯爵の妻。体から電気を発することができる。美しい顔立ちながら、熱斗やデカオから「おばさん」と呼ばれるが、さほど気にする素振りを見せなかった。
かなりの浪費家で、エレキ伯爵が後生を遊んで暮らせるだけの財産を世界3周半旅行（計画では7周）で使いきってしまった。
エレキ伯爵もエレキマンも、彼女に逆らうことができない。オペレートの腕は良く、彼女がオペレートするエレキマンは、比べ物にはならないくらい異様な強さを発揮した。
マッハツルハシ
巨大なメットール。ビヨンダードで土太郎とプレスに弟子入りし修行している。二人が熱斗たちの世界に来たときについて来たがゼロウイルスに感染してしまい電脳世界と現実世界を掘削していた。ゼロウイルスに感染しているためデリートするしかないように思えたが土太郎とプレスの歌で正気に戻りビヨンダードに帰っていくはずだが、未知の惑星に来てしまった。ヘルメットの「+」が「土」もしくは±（プラスマイナスの記号）になっている。
入道露晴 （にゅうどう つゆはる）
声 - 加瀬康之
DNNに勤める気象予報士だが、天気予報があまりにも当らなさ過ぎるため、DNNをクビになった。その上、熱斗たちにバカにされる始末。
そんな中、路地裏でバブルマンが売っていたミニサイズのコピーロイドを使って熱斗たちに仕返しを試みるが失敗し、ネット世界で一暴れする。しかし、ロックマンにナビは倒され、警備員に見つかってしまう。
最後はビルの屋上から飛び降りるも、怪我ひとつせず走り去って行った。
エレメントマン
声 - 四宮豪
入道のナビ。色々な属性の攻撃を繰り出す。
竜巻攻撃「ダウンバースト」を主にし、水属性時では「ダイヤモンドダスト」、電気属性時では「ライトニングドライブ」を使用。
六方悟（ろっぽう さとる）
声 - 間島淳司
ネット犯罪の裁判で判事を務める青年。表向きは、オフィシャルからも信頼される優秀な判事だが、裏ではどんなに裁いても犯罪者が減らないことにうんざりしており、自ら「ネットナビ処罰法」を施行するために動いていた。
実際は自分の思い通りにいかないことがあると、すぐそのナビを犯罪者扱いし、ジャッジマンで断罪してしまうほど、危険思考の持ち主だった。
ジャッジマン
声 - 園部好德
六方のナビ。
「ネットナビ処罰法」を施行させるという六方の考えのもと、他のナビを断罪しようとする。
巨大な本の盾「ストレンジシールド」で相手の攻撃をガードしつつ、ページに対応した「バーナー」「パンチ」を繰り出す。
Mr.ハット
声 - 古澤徹
ハットマンのオペレーター。
マジシャン。
ハットマン
声 - 佐々木健
Mr.ハットのナビ。
烏星修一（えぼし しゅういち）
声 - 早水リサ
Mr.ハットの息子。父親のようなマジシャンになりたがっている。
ジャミングマン
電気属性。キャッシュの配下の虫型ネットナビ。
サイバーワールドの最下層で妨害電波を流し、強烈な光でオペレーターとナビを分断させた。最初の1体はロックマンたちに倒されるが、人間に化けた個体も多数存在しており、現実世界からも支配を行っていた。
キャッシュ
声 - 山崎たくみ
今作の最終ボス。キャッシュサーバーから生まれた怪物。
自分の位置を特定できないようにジャミングマンを使って妨害電波を流しつつ、世界各国にファントムナビをばら撒き大混乱を招いた。
あらゆるものを吸収する力を持っており、吸収するにつれて徐々に巨大な姿に変化し、最後は地球とも同化しようと目論む。
しかし、一度吸収された熱斗とロックマンが絆の力で蘇ってしまったことで形勢が逆転してしまう。そこで今度は彼らをデリートしようと目論むも、熱斗とロックマンの目覚めに同調して他の吸収された人々も意識を取り戻していき、それにより体を維持できなくなる。最期はCFロックマンのチャージショットでデリートされた。

### クロスシステム
11話より登場。別のPETのデータを熱斗のPETに移すことでロックマンが変身する。また、獣化を併用することで「クロスビースト」にもなれる。ソウルユニゾンと違い、ロックマンの口調や性格が変身元のネットナビのものになる。別のPETからデータを移動する必要があるので、1度しか登場していないクロスが多い。
アクアクロス
語尾がアクアマンのように「〜ピュ」に変化する。必殺技は「アクアスパイラル」。クロスビーストの「アクアビースト」のみ登場。
トマホーククロス
荒々しい口調に熱斗も呆れていたが、最後はロックマンも我に返り、呼び捨てから「熱斗くん」に戻った。必殺技は「ウイングブーメラン」。クロスビーストの「トマホークビースト」のみ登場。
エレキクロス
力強いサンダーボルトを駆使する。性格の変化は特になかった。必殺技は「ビッグサンダー」。クロスビーストの「エレキビースト」のみ登場。
グランドクロス
地中を掘り進む速度は土太郎曰く「グランドマンより数倍は速い」。他のクロスが最初からクロスビーストになっていた中で、唯一獣化を併用していない状態が描かれたクロスである（最終的には獣化した）。また、ビヨンダードの住人のナビとの変身を果たした唯一の形態でもある。必殺技は「ドリルドライブ」。

### スタッフ（BEAST+）
- 原案 - カプコン
- スーパーバイザー - 稲船敬二、佐上靖之
- 監督 - 加戸誉夫
- シリーズ構成 - 荒木憲一
- キャラクターデザイン - 足立慎吾、石原満
- プロップデザイン - 近岡直、加藤雅之
- 美術監督 - 三宅久仁子
- 色彩設定 - 伴夏代
- 撮影監督 - 広瀬勝利
- 3DCG制作 - 小学館ミュージック&デジタル エンタテイメント
- 編集 - 荻野郷子
- 音響監督 - 渡辺淳
- 音楽 - 鳴瀬シュウヘイ、五十嵐“IGAO”淳一
- アニメーションプロデューサー - 千野孝敏
- アニメーション制作 - XEBEC
- 製作 - テレビ東京、小学館プロダクション

### 各話リスト（BEAST+）
| 話数 | サブタイトル                | 脚本       | 絵コンテ     | 演出         | 作画監督   | 放送日        |
| ---- | --------------------------- | ---------- | ------------ | ------------ | ---------- | ------------- |
| 1    | その名はゼロ                | 荒木憲一   | 加戸誉夫     | うえだしげる | 竹谷今日子 | 2006年 4月8日 |
| 2    | ゼロウイルス                | 荒木憲一   | 長澤剛       | 長澤剛       | 高橋晃     | 4月15日       |
| 3    | ゼロ侵入                    | 千葉克彦   | どじゃがげん | 武藤公春     | 清水泰夫   | 4月22日       |
| 4    | お寿司工場の罠              | 千葉克彦   | どじゃがげん | 武藤公春     | 清水泰夫   | 4月29日       |
| 5    | ゼロの正体                  | 久保田雅史 | 浦田保則     | 浦田保則     | 高橋晃     | 5月6日        |
| 6    | 超電脳獣再び!               | 久保田雅史 | 浦田保則     | 浦田保則     | 高橋晃     | 5月13日       |
| 7    | デーモン・デコなのであ〜る  | 関島眞頼   | どじゃがげん | 武藤公春     | 清水泰夫   | 5月20日       |
| 8    | 大きいことはいいことだプク! | 関島眞頼   | どじゃがげん | 武藤公春     | 清水泰夫   | 5月27日       |
| 9    | 空き缶に願いを              | 荒木憲一   | どじゃがげん | 武藤公春     | 清水泰夫   | 6月3日        |
| 10   | クロスフュージョンであ〜る  | 荒木憲一   | どじゃがげん | 武藤公春     | 清水泰夫   | 6月10日       |
| 11   | エレキテル家の事情          | 丸川直子   | 浦田保則     | 浦田保則     | 高橋晃     | 6月17日       |
| 12   | 電撃探検隊!                 | 丸川直子   | 浦田保則     | 浦田保則     | 高橋晃     | 6月24日       |
| 13   | 穴掘り野郎がやってきた!     | 山田健一   | どじゃがげん | 武藤公春     | 清水泰夫   | 7月1日        |
| 14   | 暴走メットール              | 山田健一   | どじゃがげん | 武藤公春     | 清水泰夫   | 7月8日        |
| 15   | ミニミニタイフーン          | 千葉克彦   | 太田雅彦     | 浦田保則     | 加藤はつえ | 7月15日       |
| 16   | 法の番人                    | 久保田雅史 | 足立慎吾     | 大槻敦史     | 足立慎吾   | 7月22日       |
| 17   | 心あるウイルス              | 関島眞頼   | どじゃがげん | 武藤公春     | 清水泰夫   | 7月29日       |
| 18   | ゼロの魂                    | 関島眞頼   | どじゃがげん | 武藤公春     | 清水泰夫   | 8月5日        |
| 19   | 限定品ほしいプク            | 松村ゆかり | 大槻敦史     | 大槻敦史     | 足立慎吾   | 8月12日       |
| 20   | 最強アイスマン              | 千葉克彦   | 浦田保則     | 浦田保則     | 高橋晃     | 8月19日       |
| 21   | 闇からのマジシャン          | 久保田雅史 | どじゃがげん | 武藤公春     | 清水泰夫   | 8月26日       |
| 22   | 実体化する幽霊              | 関島眞頼   | どじゃがげん | 武藤公春     | 清水泰夫   | 9月2日        |
| 23   | ジャミングマン              | 荒木憲一   | どじゃがげん | 武藤公春     | 清水泰夫   | 9月9日        |
| 24   | キャッシュ                  | 荒木憲一   | どじゃがげん | 武藤公春     | 清水泰夫   | 9月16日       |
| 25   | 明日を探して                | 加戸誉夫   | 浦田保則     | 浦田保則     | 高橋晃     | 9月23日       |
| 26   | 熱斗+ロックマン             | 加戸誉夫   | 加戸誉夫     | 大槻敦史     | 足立慎吾   | 9月30日       |

## 用語
ビヨンダード
「向こうの世界」という意味。パラレルワールドと同義。熱斗たちの世界にいる者と同じ姿をした人々が、まるで異なった生活を送っている異世界。あることが原因で現実空間と電脳空間とが入り混じった空間となっており、ウイルスやゾアノロイドたちが実体化して暴れまわっている。自然環境も荒廃しており、人々にとっては決して住みやすいとは言えない危険な世界で、人々がレジスタンスを組織し立ち向かう状況になっている。
この世界の現実世界に実体化できるネットナビには制限時間があり、それを過ぎると活動できなくなる。実体化してられる時間は大体10分くらいで3時間はPETでチャージしなければいけない。クロスフュージョンは可能だが使用者にも負担が掛かり、さらに使用時間は制限される。
「ビヨンダード」という名称は熱斗たちの世界側からの視点で見た呼び方であって、先述した荒廃した世界そのものの名称ではない。荒廃した世界に住む側から見れば、熱斗たちの世界もまたビヨンダードである。ゆえに使う者の立場によって、どちらの世界を指すのかが変わってくる言葉である。

フォッサアンビエンス
熱斗たちの世界とビヨンダードを結ぶ時空の穴。
『+』では土太郎とプレス、クロヒゲとチロルが迷い込んだが、その後どうやって元の世界に戻ったのかは作中で明らかになっていない。

## 関連商品

### DVD
販売元：ポニーキャニオン
ロックマンエグゼBEAST
- 「ロックマンエグゼBEAST 01」 2006年7月19日発売、第1・2・3話収録。
- 「ロックマンエグゼBEAST 02」 2006年8月18日発売、第4・5・6話収録。
- 「ロックマンエグゼBEAST 03」 2006年8月18日発売、第7・8・9話収録。
- 「ロックマンエグゼBEAST 04」 2006年9月20日発売、第10・11・12話収録。
- 「ロックマンエグゼBEAST 05」 2006年9月20日発売、第13・14・15話収録。
- 「ロックマンエグゼBEAST 06」 2006年10月18日発売、第16・17・18話収録。
- 「ロックマンエグゼBEAST 07」 2006年10月18日発売、第19・20・21話収録。
- 「ロックマンエグゼBEAST 08」 2006年11月15日発売、第22・23・24・25話収録。

ロックマンエグゼBEAST+
- 「ロックマンエグゼBEAST+ 01」 2006年12月20日発売、第1話 - 第6話収録。
- 「ロックマンエグゼBEAST+ 02」 2006年12月20日発売、第7話 - 第12話収録。
- 「ロックマンエグゼBEAST+ 03」 2007年1月17日発売、第13話 - 第18話収録。
- 「ロックマンエグゼBEAST+ 04」 2007年1月17日発売、第19話 - 第26話収録。